# Black Mesa and Lake Powell Railroad
A Black Mesa and Lake Powell Railroad, rövidítve a BLKM egy magán-vasúttársaság az Amerikai Egyesült Államokban, Arizona államban. A társaság egy vonallal rendelkezik, melyen szenet szállítottak a Kayenta bányából (Kayenta), a 126 km távolságra lévő hőerőműbe (Page).
A vasútvonal 1435 mm nyomtávolságú, 50 kV 50 Hz-cel van villamosítva. Ez a vonal nincs kapcsolatban más vasúttársaságokkal és vasutakkal, elszigetelten üzemel. A vonal az 1970-es évek elején épült, ez volt az első 50 kV-os vasútüzem.
Naponta 3 pár szénszállító vonat haladt ezen az útvonalon. A BLKM a tehervonatokhoz 8 db GE E60 sorozatú villamosmozdonyt vásárolt, melyeket Mexikóban gyártottak. Két mozdony félre van állítva tartalék alkatrésznek. A 40 db alumínium szénszállító teherkocsit a FreightCar America gyártotta a 30 éves FMC és Ortner teherkocsik helyett.
A vasútvonal utolsó szállítása a Navajo villamos erőműbe 2019. augusztus 26-án volt. Az erőművet 2019 decemberében leállították az olcsóbb energiaforrások által támasztott verseny miatt.
A vasútvonal villamos alkatrészeit 2019 tele és 2020 ősze között leszerelték, de a sínek a helyükön maradtak, hogy kiértékeljék a jövőbeli felhasználás lehetőségét.

## Képek

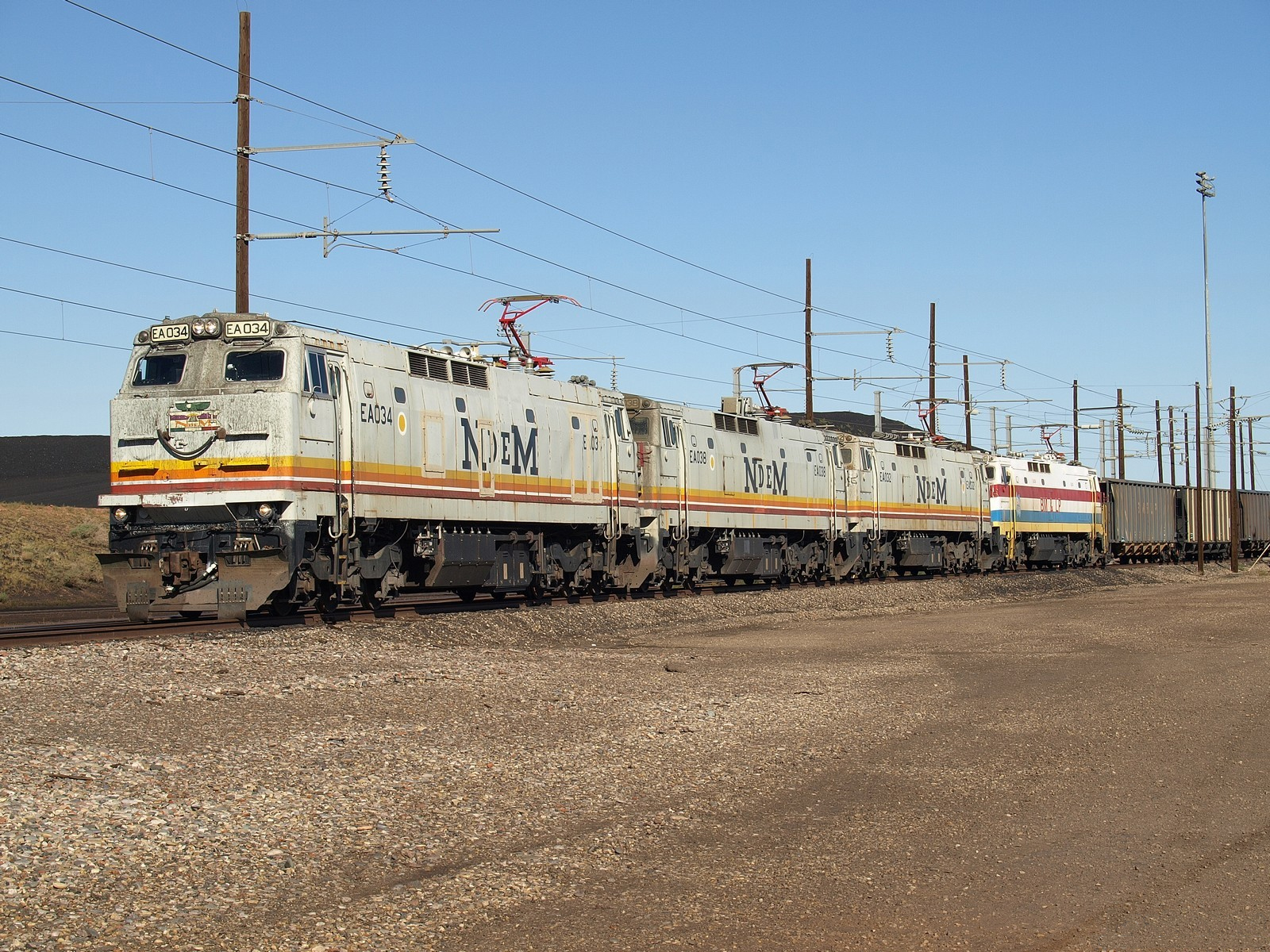
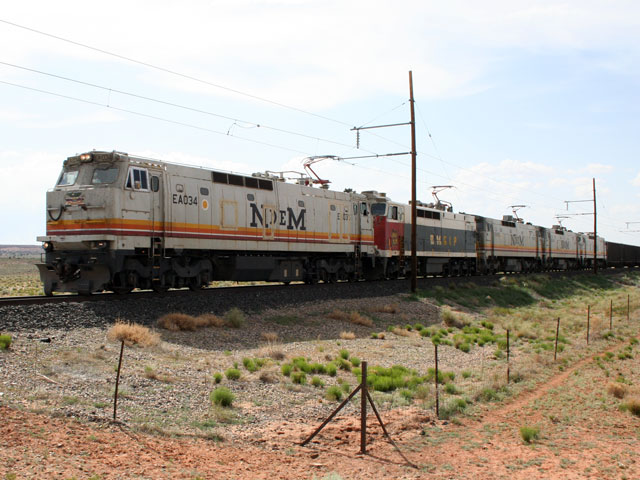
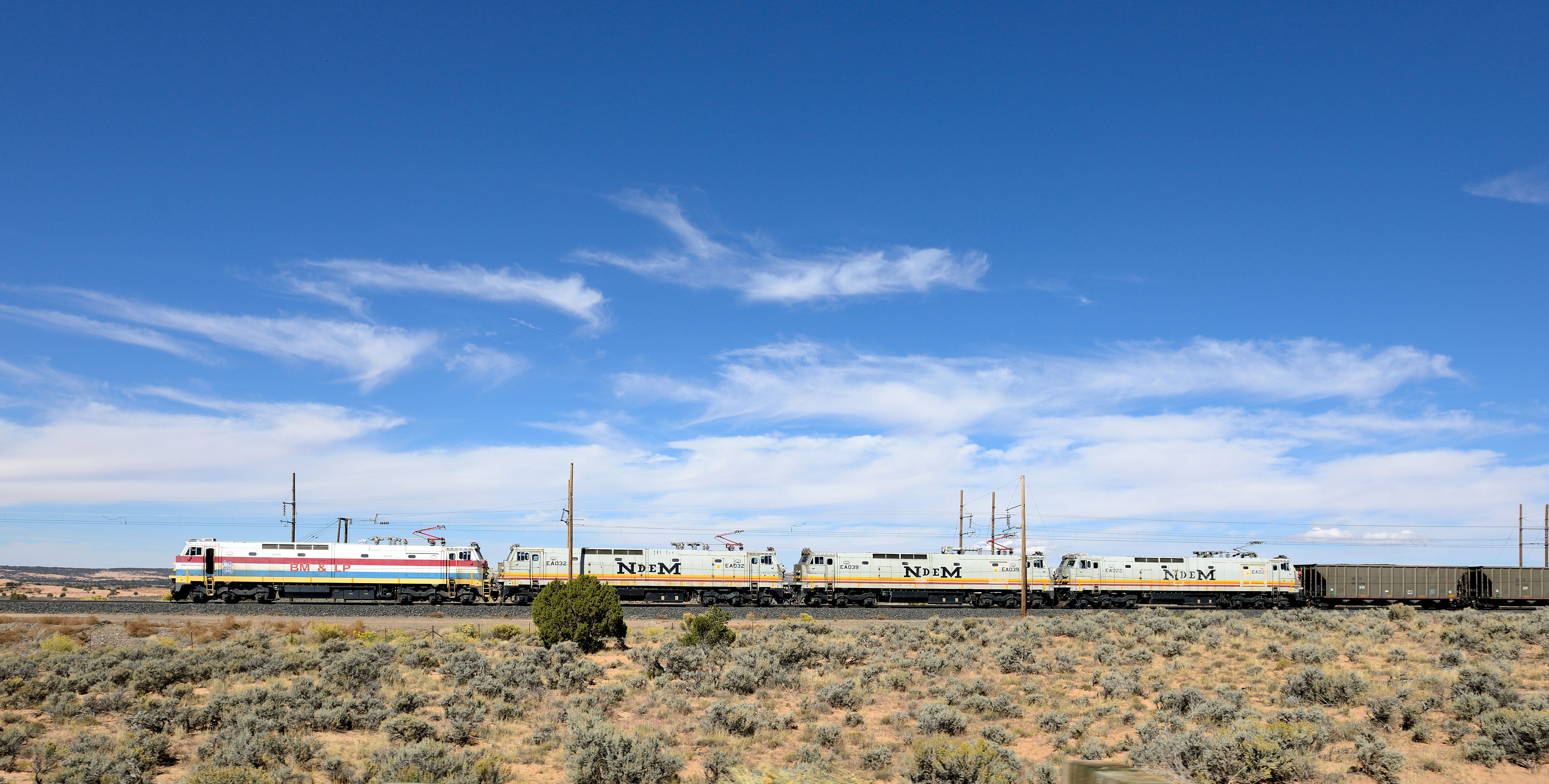
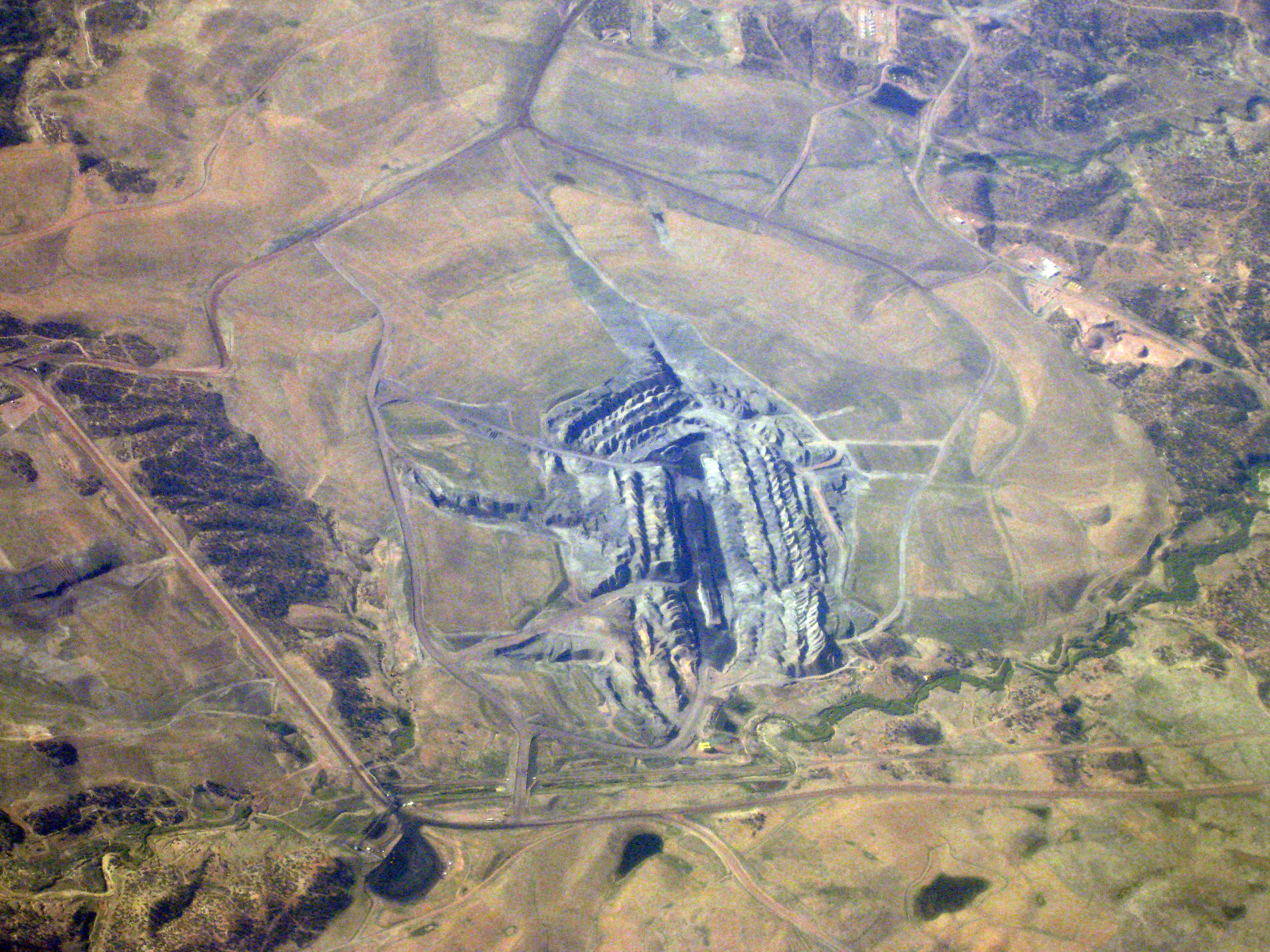